# 布赖滕堡
布赖滕堡是德国石勒苏益格－荷尔斯泰因州的一个市镇。总面积10.49平方公里，总人口979人，其中男性504人，女性475人（2011年12月31日），人口密度93人/平方公里。